# Bo Carpelan

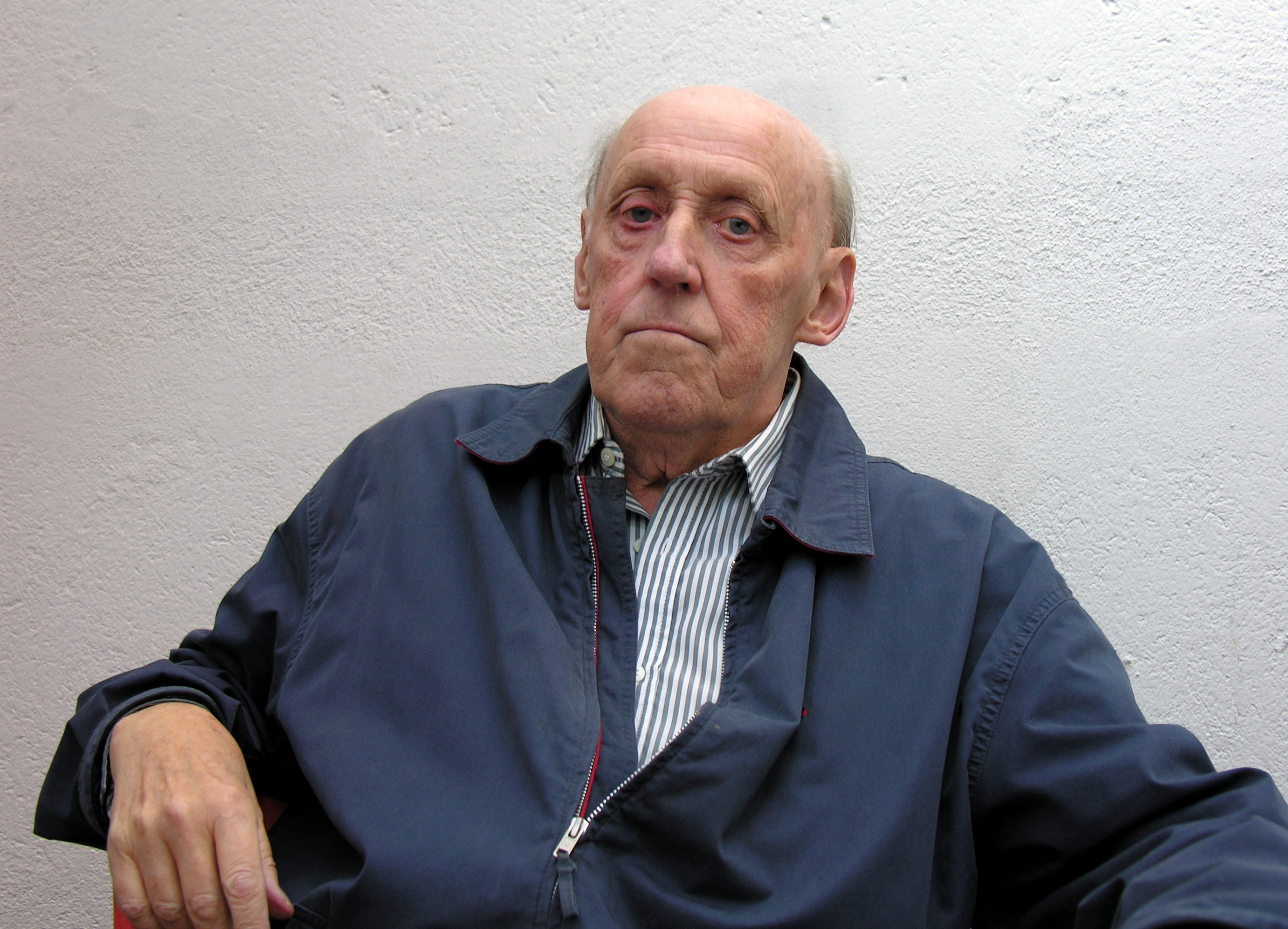
Bo Carpelan in 2008

Bo Gustaf Bertelsson Carpelan (Helsinki, 25 oktober 1926 – Espoo, 11 februari 2011) was een Finland-Zweedse dichter, schrijver, literatuurcriticus en vertaler.

## Achtergrond
Bo Carpelan studeerde literatuurgeschiedenis aan de Universiteit van Helsinki. In 1960 promoveerde hij in de filosofie op een dissertatie over de poëzie van Finland-Zweedse schrijver Gunnar Björling (1887-1960). Van 1964 tot 1980 was hij werkzaam bij de bibliotheek van Helsinki. Carpelan draagt de adellijke titel Friherre.
Carpelan debuteerde in 1946 met de poëziebundel Som en dunkel värme. Hij publiceerde sindsdien een groot aantal andere gedichten, prozawerken en kinder- en jeugdboeken. Carpelan ontving enkele prestigieuze literaire onderscheidingen, waaronder de Literatuurprijs van de Noordse Raad 1977 voor zijn een jaar eerder uitgebrachte gedichtenbundel I de mörka rummen, i de ljusa. Voor twee van zijn romans werd hem de Finlandiaprijs verleend: in 1993 voor Urwind en in 2005 voor Berg.

## Werk

### Poëzie
- 1946: Som en dunkel värme
- 1947: Du mörka överlevande
- 1950: Variationer
- 1951: Minus sju
- 1954: Objekt för ord
- 1957: Landskapets förvandlingar
- 1961: Den svala dagen
- 1966: 73 dikter
- 1969: Gården
- 1973: Källan
- 1976: I de mörka rummen, i de ljusa
- 1980: Dikter från 30 år
- 1983: Dagen vänder
- 1984: Marginalia till grekisk och romersk diktning
- 1989: År som löv
- 1995: I det sedda
- 1996: Novembercredo. Dikter i urval 1946-1996
- 1999: Namnet på tavlan Klee målade (prozagedichten)
- 2001: Ögonblickets tusen årstider
- 2003: Diktamina
- 2006: Staden (gedichten over en foto's van Helsinki, tekst in het Fins, Zweeds, Frans en Engels)
- 2008: Barndom

### Proza
- 1971: Rösterna i den sena timmen
- 1975: Din gestalt bakom dörren
- 1977: Vandrande skugga
- 1979: Jag minns att jag drömde (verhalenbundel)
- 1986: Armbandsuret
- 1986: Axel (roman)
- 1993: Urwind (roman)
- 1997: Benjamins bok (roman)
- 2005: Berg (roman)

### Kinder- en jeugdboeken
- 1959: Anders på ön
- 1962: Anders i stan
- 1968: Bågen
- 1973: Paradiset
- 1982: Julius Blom - Ett huvud för sig
- 1988: Måla himlen. Vers för små och stora
- 1990: Marvins bok (verzamelwerk met Bågen en Paradiset)

### Ander werk
1988: Det sjungande trädet (libretto)

## Prijzen
- 1961: Svenska Dagbladets litteraturpris
- 1967: Carl Emil Englund-priset voor 73 dikter
- 1969: Nils Holgersson-plaket voor Bågen
- 1971: Svenska Akademiens Finlandspris
- 1977: Literatuurprijs van de Noordse Raad voor I de mörka rummen, i de ljusa
- 1978: Övralidspriset
- 1981: Ferlinpriset
- 1982: Expressens Heffaklump
- 1987: Litteraturfrämjandets stora romanpris
- 1988: Dank voor het boek-medaille voor Axel
- 1993: Finlandiaprijs voor Urwind
- 1995: Aniara-priset
- 1995: De Nios Stora-prijs
- 1997: Svenska Akademiens nordiska pris
- 1998: Pilotpriset
- 2005: Finlandiaprijs voor Berg